# Giovanni Guarino Amella
(Giovanni Guarino Amella)
Giovanni Guarino Amella (Sant'Angelo Muxaro, 8 ottobre 1872 – Palermo, 19 ottobre 1949) è stato un politico italiano.

## Biografia
Giovanni Guarino Amella, canicattinese di adozione, fu un deputato del Regno per tre legislature, fino alla "Secessione aventiniana", di cui fu il segretario. Fece parte della  Massoneria .

### Gli inizi in politica
Il barone Francesco Lombardo, suo grande benefattore, lo appoggiò subito nelle sue battaglie in favore delle classi meno agiate e in difesa dei contadini e dei disoccupati. Si trasferì giovanissimo a Canicattì dove entrò nelle grazie del barone
Lombardo, ricchissimo proprietario lungimirante e aperto ad ogni forma di progresso che, conquistato dall'intelligenza del giovane e dalle sue idee, rivoluzionarie per l'epoca, lo pose sotto la sua protezione, finanziandogli tutti gli studi fino alla laurea in giurisprudenza, conseguita presso l'ateneo palermitano e che finì per considerarlo come un vero e proprio figlio adottivo.
Nel 1912, con una promettente carriera politica davanti a sé, divenne prima assessore e braccio destro dell'allora sindaco Gaetano Rao, successivamente assunse le funzioni di pro-sindaco mantenendo tale ruolo per tutta la durata della prima guerra mondiale. Nonostante le ristrettezze economiche che il conflitto comportava per tutte le amministrazioni comunali del periodo riesce a realizzare alcune tra le più importanti opere pubbliche della storia della Canicattì moderna: l'istituto scolastico Rapisardi, l'ampliamento del cimitero, la bonifica del torrente Naro, il lazzaretto e soprattutto costituisce il Consorzio tra sette comuni per la gestione dell'acquedotto Tre Sorgenti.

### L'attività parlamentare
Nel 1919, con votazioni quasi plebiscitarie, con 37.845 voti, fu eletto deputato alla Camera, e correttamente, decide, per tutto il tempo in cui esercita la funzione di deputato, di interrompere l'esercizio della professione di avvocatura, poiché giudica eticamente incompatibili le due attività. Tuttavia la legge elettorale che prevede la rappresentanza delle minoranze, concede anche all'avversario di sempre, Enrico La Loggia (1872-1960), un seggio in Parlamento. Il seggio parlamentare di Guarino Amella sarebbe stato confermato nelle successive elezioni per due consecutive legislature, nel 1921 e nel 1924, elezioni in cui l'illustre avvocato si presentò nella lista della Democrazia sociale.
Anche nei confronti del fascismo mantenne un atteggiamento coraggioso, ma obiettivo, a differenza della retorica melensa degli antifascisti dell'ultima ora, divenuti pronti ad ergersi in tutta la loro integrità morale contro il regime liberticida, ma solo quando lo stesso era rotolato nella polvere. Guarino era stato coerente ai suoi ideali lottando contro il fascismo fin dal suo sorgere, nonostante alcuni esponenti del suo partito, come Giovanni Antonio Colonna di Cesarò fossero stati chiamati a far parte del primo governo Mussolini. Fu segretario dell'Aventino, scelto per ricoprire tale incarico appunto per il suo noto coraggio e per l'onestà intellettuale. E il coraggio, in effetti, lo dimostrò in due particolari episodi: quando a Pontecorvo, vicino a Roma, rischiò di essere bruciato vivo dentro una casa assediata dai fascisti che il giorno prima gli avevano intimato di lasciare il paese e di rinunziare al comizio contro il governo e quando, dopo l'inizio della dittatura vera e propria, entrò a Montecitorio, con le armi in pugno, per superare l'opposizione di Farinacci e degli altri gerarchi fascisti. Ritiratosi nella sua Canicattì, dopo le leggi fasciste del 1925, vi esercitò la professione forense fino all'arrivo degli Alleati che lo investirono dell'incarico di sindaco del suo paese.

### Fautore dell'autonomia
Fu così il primo sindaco antifascista nominato nel 1943 dagli alleati sbarcati in Sicilia. Fu soprattutto alla fine del secondo dopoguerra che Guarino Amella diede il meglio di sé, dedicandosi, anima e corpo, alla realizzazione di quell'autonomia speciale che fin dal 1906 aveva fortemente auspicato. In un momento in cui l'accentramento politico e amministrativo appariva indiscutibile, Guarino dalle pagine del suo giornale Il Moscone, sosteneva che l'autonomia era l'unico rimedio, data la contrapposizione di interessi fra nord e sud e la diversità di energie e di risorse, per risolvere il divario economico e avviare la Sicilia verso il progresso: "[…] C'è troppa disuguaglianza tra i nostri caratteri e finché saremo governati da uniche leggi, i nostri sforzi per avanzare saranno vani, quel che c'è di barbaro in mezzo a noi metterà più solide radici, perché è impossibile che un popolo si possa levare ad altezza di sentire, ad alte idealità, quando le leggi che lo governano non mirano al suo benessere materiale e morale".(20) Erano idee che auspicavano ad una secessione della Sicilia da un governo centrale nazionale e una legislazione diversa per le due parti del Regno. Era anche l'idea propugnata da Salvemini che, seppur diversa nel suo ambito territoriale di applicazione, aspirava almeno a quel federalismo fiscale, che sarebbe stato abbracciato dal Guarino, proprio nel suo schema di statuto regionale. Infine, Guarino esponeva la sua opinione sulle garanzie costituzionali per l'intangibilità dello Statuto da parte degli organi centrali dello Stato.
Proponeva, inoltre, la costituzione di un organo giurisdizionale che egli chiamava Suprema Corte Costituzionale e che poi avrebbe preso il nome di Alta Corte, con sede in Sicilia, composta da membri nominati pariteticamente dal governo regionale. Anche lo Stato avrebbe dovuto valersi di un organo di controllo sull'operato della Regione e il Nostro lo individuava nella figura di un Commissario Generale nominato dal governo centrale che, con le funzioni di Pubblico Ministero, avesse la facoltà di impugnare innanzi alla Suprema Corte gli atti del governo regionale ritenuti contrari alla costituzione dello Stato italiano.
L'Alta Corte, poi, sancita dall'art. 22 dello Statuto, sarebbe in seguito stata di fatto abolita dallo Stato italiano. Guarino era già morto, ma nel 1948 intuiva il pericolo di tale abolizione e ne scrisse in una lettera accorata ad Alessi, primo presidente della Regione siciliana e suo personale amico. Viene tutt'oggi considerato uno dei padri dell'autonomia regionale siciliana. Partecipò ai lavori della Consulta regionale e contribuì alla stesura dello Statuto autonomistico.
Guarino Amella si distinse inoltre nei campi del giornalismo e della cultura, sia a livello regionale che nazionale.
In occasione del discorso di commemorazione tenuto dall'on. Paolo D'Antoni al Circolo della Stampa di Palermo il 6 febbraio 1950, Pier Luigi Ingrassia, direttore de L'Ora di Palermo, che lo conobbe molto da vicino, scrisse in quell'occasione che «Giovanni Guarino Amella aveva speso un'esistenza intera con il popolo siciliano».

## Opere
- Giovanni Guarino Amella, Trasformazione del latifondo e colonizzazione interna, Tipografia della Camera dei deputati, Roma, 1922.
- Giovanni Guarino Amella, Per l'autonomia regionale della Sicilia, Tipografia del Giornale L'Ora, Palermo.